# Mashonaland Central
Mashonaland Central is een provincie van Zimbabwe. Het heeft een oppervlakte van 28.374 km² en een inwonertal van 998.265, ongeveer 8,5% van de totale bevolking van Zimbabwe. De hoofdstad is Bindura.
De provincie is opgedeeld in zeven districten:
- Bindura
- Centenary
- Guruve
- Mount Darwin
- Rushinga
- Shamva
- Mazowe

Bulawayo · Harare · Manicaland · Mashonaland Central · Mashonaland East · Mashonaland West · Masvingo · Matabeleland North · Matabeleland South · Midlands